# Star 21
Star 21 – polski samochód ciężarowy średniej ładowności produkowany w latach 1957–1960 przez Fabrykę Samochodów Ciężarowych Star w Starachowicach.

## Historia modelu
W trakcie wieloletniej eksploatacji samochodów ciężarowych Star 20, ujawnione zostały wady oraz niedoskonałości tej konstrukcji, które przyczyniały się utrudnień w eksploatacji oraz niemożności zaspokojenia przez ten model potrzeb jego użytkowników. W wyniku prac Biura Konstrukcyjnego Przemysłu Motoryzacyjnego w Warszawie w 1956 roku skonstruowano prototyp średniego samochodu ciężarowego Star 25 o ładowności 4000 kg. Jednak brak możliwości technicznych oraz finansowych oraz przedłużające się prace nad jednostką napędową o lepszych parametrach, jak i konieczność szybkiego zastąpienia Stara 20, doprowadziły do rozpoczęcia w lipcu 1957 roku produkcji seryjnej samochodu Star 21, w którym zastosowano jedynie pewną cześć zmodernizowanych elementów z prototypu opracowanego w 1956 roku.
Do napędu nowego, zmodernizowanego modelu zastosowano znany z modelu Star 20, 6-cylindrowy, rzędowy silnik benzynowy typu S42, o pojemności 4188 cm³ i mocy maksymalnej 62,5 kW (85 KM). Jednostka napędowa zblokowana została z nową 5-biegową manualną, niesynchronizowaną skrzynią biegów. W układzie przeniesienia napędu dokonano modernizacji przekładni głównej poprzez zwiększenie jej przełożenia, dzięki czemu poprawiono osiągi pojazdu w stosunku do poprzedniego modelu. Piąty bieg (nadbieg) był wykorzystywany podczas jazdy bez przyczepy w terenie niegórzystym. W układzie jezdnym wzmocniono mocowanie resorów oraz zastosowano hydrauliczne amortyzatory ramieniowe w przednim zawieszeniu. Zmiany wprowadzone w układzie jezdnym przyczyniły się do zwiększenia ładowności Stara 21 do 4000 kg.
Star 21 wyposażany był w kabinę wagonową typu N20 produkowaną przez zakłady SHL z Kielc lub prostszą, tańszą i mniej komfortową kabinę typu N23, produkowaną przez FSC.
Wraz ze standardową odmianą modelu Star 21 rozpoczęto produkcję ciągnika siodłowego Star C21, przystosowanego do pracy w zestawie z jednoosiową naczepą typu D60 produkowaną przez ówczesną Sanocką Fabrykę Wagonów "Sanowag", a później przez Zakłady Budowy Nadwozi Samochodowych w Kożuchowie. Kolejną wersją wprowadzoną do produkcji był tylno zsypowy samochód wyładowczy Star W21. Produkcja tego modelu odbywała się przy udziale ZNTK w Oławie, który był producentem skrzyni wyładowczej oraz hydraulicznego mechanizmu zsypowego.
Zasadniczą wadą modelu Star 21 był mały rozstaw osi, co przy posiadanej ładowności było powodem małej stateczności podczas jazdy na nierównych drogach i co było szczególnie dokuczliwe w samochodach z nadwoziem pożarniczym. Produkcja modelu Star 21 i jego odmian zakończona została w 1960 roku, po rozpoczęciu produkcji samochodu Star 25.